# FIFPro
FIFPro (Fédération Internationale des Associations de Footballeurs Professionnels) – Międzynarodowa Federacja Piłkarzy Zawodowych, zrzeszająca około 60 tysięcy piłkarzy z 65 krajów (w tym z Polski). Organizacja została zawiązana 15 grudnia 1965 a jej siedziba znajduje się w Hoofddorp w Holandii
Polskim członkiem federacji jest Polski Związek Piłkarzy.

## FIFA FIFPro Men’s World11
| Sezon | Bramkarz                                              | Obrońca | Pomocnik | Napastnik |
| ----- | ----------------------------------------------------- | --- | --- | --- |
| 2005  | Dida (A.C. Milan)                                     | Paolo Maldini (A.C. Milan) John Terry (Chelsea) Alessandro Nesta (A.C. Milan) Cafu (A.C. Milan)                                              | Zinédine Zidane (Real Madryt) Claude Makélélé (Chelsea) Frank Lampard (Chelsea)                                        | Ronaldinho (FC Barcelona) Samuel Eto’o (FC Barcelona) Andrij Szewczenko (A.C. Milan)                                                                                    |
| 2006  | Gianluigi Buffon (Juventus)                           | Gianluca Zambrotta (Juventus/FC Barcelona) John Terry (Chelsea) Fabio Cannavaro (Juventus/Real Madryt) Lilian Thuram (Juventus/FC Barcelona) | Zinédine Zidane (Real Madryt) Kaká (A.C. Milan) Andrea Pirlo (A.C. Milan)                                              | Ronaldinho (FC Barcelona) Samuel Eto’o (FC Barcelona) Thierry Henry (Arsenal)                                                                                           |
| 2007  | Gianluigi Buffon (Juventus)                           | Alessandro Nesta (A.C. Milan) John Terry (Chelsea) Fabio Cannavaro (Real Madryt) Carles Puyol (FC Barcelona)                                 | Cristiano Ronaldo (Manchester United) Kaká (A.C. Milan) Steven Gerrard (Liverpool)                                     | Ronaldinho (FC Barcelona) Didier Drogba (Chelsea) Lionel Messi (FC Barcelona)                                                                                           |
| 2008  | Iker Casillas (Real Madryt)                           | Rio Ferdinand (Manchester United) John Terry (Chelsea) Carles Puyol (FC Barcelona) Sergio Ramos (Real Madryt)                                | Kaká (A.C. Milan) Xavi (FC Barcelona) Steven Gerrard (Liverpool)                                                       | Cristiano Ronaldo (Manchester United) Fernando Torres (Liverpool) Lionel Messi (FC Barcelona)                                                                           |
| 2009  | Iker Casillas (Real Madryt)                           | Patrice Evra (Manchester United) John Terry (Chelsea) Nemanja Vidić (Manchester United) Dani Alves (FC Barcelona)                            | Andrés Iniesta (FC Barcelona) Xavi (FC Barcelona) Steven Gerrard (Liverpool)                                           | Cristiano Ronaldo (Manchester United/Real Madryt) Fernando Torres (Liverpool) Lionel Messi (FC Barcelona)                                                               |
| 2010  | Iker Casillas (Real Madryt)                           | Carles Puyol (FC Barcelona) Gerard Piqué (FC Barcelona) Lúcio (Inter Mediolan) Maicon (Inter Mediolan)                                       | Andrés Iniesta (FC Barcelona) Xavi (FC Barcelona) Wesley Sneijder (Inter Mediolan)                                     | Cristiano Ronaldo (Real Madryt) David Villa (Valencia/FC Barcelona) Lionel Messi (FC Barcelona)                                                                         |
| 2011  | Iker Casillas (Real Madryt)                           | Sergio Ramos (Real Madryt) Gerard Piqué (FC Barcelona) Nemanja Vidić (Manchester United) Dani Alves (FC Barcelona)                           | Andrés Iniesta (FC Barcelona) Xavi (FC Barcelona) Xabi Alonso (Real Madryt)                                            | Cristiano Ronaldo (Real Madryt) Wayne Rooney (Manchester United) Lionel Messi (FC Barcelona)                                                                            |
| 2012  | Iker Casillas (Real Madryt)                           | Marcelo (Real Madryt) Sergio Ramos (Real Madryt) Gerard Piqué (FC Barcelona) Dani Alves (FC Barcelona)                                       | Andrés Iniesta (FC Barcelona) Xavi (FC Barcelona) Xabi Alonso (Real Madryt)                                            | Cristiano Ronaldo (Real Madryt) Radamel Falcao (Atlético Madryt) Lionel Messi (FC Barcelona)                                                                            |
| 2013  | Manuel Neuer (Bayern Monachium)                       | Philipp Lahm (Bayern Monachium) Sergio Ramos (Real Madryt) Thiago Silva (Paris Saint-Germain) Dani Alves (FC Barcelona)                      | Andrés Iniesta (FC Barcelona) Xavi (FC Barcelona) Franck Ribéry (Bayern Monachium)                                     | Cristiano Ronaldo (Real Madryt) Zlatan Ibrahimović (Paris Saint-Germain) Lionel Messi (FC Barcelona)                                                                    |
| 2014  | Manuel Neuer (Bayern Monachium)                       | Philipp Lahm (Bayern Monachium) Sergio Ramos (Real Madryt) Thiago Silva (Paris Saint-Germain) David Luiz (Chelsea/Paris Saint-Germain)       | Andrés Iniesta (FC Barcelona) Toni Kroos (Bayern Monachium/Real Madryt) Ángel Di María (Real Madryt/Manchester United) | Cristiano Ronaldo (Real Madryt) Arjen Robben (Bayern Monachium) Lionel Messi (FC Barcelona)                                                                             |
| 2015  | Manuel Neuer (Bayern Monachium)                       | Marcelo (Real Madryt) Sergio Ramos (Real Madryt) Thiago Silva (Paris Saint-Germain) Dani Alves (FC Barcelona)                                | Andrés Iniesta (FC Barcelona) Luka Modrić (Real Madryt) Paul Pogba (Juventus)                                          | Cristiano Ronaldo (Real Madryt) Neymar (FC Barcelona) Lionel Messi (FC Barcelona)                                                                                       |
| 2016  | Manuel Neuer (Bayern Monachium)                       | Marcelo (Real Madryt) Sergio Ramos (Real Madryt) Gerard Piqué (FC Barcelona) Dani Alves (FC Barcelona/Juventus)                              | Andrés Iniesta (FC Barcelona) Luka Modrić (Real Madryt) Toni Kroos (Real Madryt)                                       | Cristiano Ronaldo (Real Madryt) Luis Suárez (FC Barcelona) Lionel Messi (FC Barcelona)                                                                                  |
| 2017  | Gianluigi Buffon (Juventus)                           | Marcelo (Real Madryt) Sergio Ramos (Real Madryt) Leonardo Bonucci (Juventus/A.C. Milan) Dani Alves (Juventus/Paris Saint-Germain)            | Andrés Iniesta (FC Barcelona) Luka Modrić (Real Madryt) Toni Kroos (Real Madryt)                                       | Cristiano Ronaldo (Real Madryt) Neymar (FC Barcelona/Paris Saint-Germain) Lionel Messi (FC Barcelona)                                                                   |
| 2018  | David de Gea (Manchester United)                      | Marcelo (Real Madryt) Sergio Ramos (Real Madryt) Raphaël Varane (Real Madryt) Dani Alves (Paris Saint-Germain)                               | N’Golo Kanté (Chelsea) Luka Modrić (Real Madryt) Eden Hazard (Chelsea)                                                 | Cristiano Ronaldo (Real Madryt/Juventus) Kylian Mbappé (Paris Saint-Germain) Lionel Messi (FC Barcelona)                                                                |
| 2019  | Alisson Becker (Liverpool)                            | Marcelo (Real Madryt) Sergio Ramos (Real Madryt) Virgil van Dijk (Liverpool) Matthijs de Ligt (Ajax Amsterdam/Juventus)                      | Frenkie de Jong (Ajax Amsterdam/FC Barcelona) Luka Modrić (Real Madryt) Eden Hazard (Chelsea/Real Madryt)              | Cristiano Ronaldo (Juventus) Kylian Mbappé (Paris Saint-Germain) Lionel Messi (FC Barcelona)                                                                            |
| 2020  | Alisson Becker (Liverpool)                            | Trent Alexander-Arnold (Liverpool) Sergio Ramos (Real Madryt) Virgil van Dijk (Liverpool) Alphonso Davies (Bayern Monachium)                 | Joshua Kimmich (Bayern Monachium) Kevin De Bruyne (Manchester City) Thiago Alcântara (Bayern Monachium/Liverpool)      | Cristiano Ronaldo (Juventus) Robert Lewandowski (Bayern Monachium) Lionel Messi (FC Barcelona)                                                                          |
| 2021  | Gianluigi Donnarumma (A.C. Milan/Paris Saint-Germain) | David Alaba (Bayern Monachium/Real Madryt) Rúben Dias (Manchester City) Leonardo Bonucci (Juventus)                                          | Jorginho (Chelsea) N’Golo Kanté (Chelsea) Kevin De Bruyne (Manchester City)                                            | Cristiano Ronaldo (Juventus/Manchester United) Erling Haaland (Borussia Dortmund) Robert Lewandowski (Bayern Monachium) Lionel Messi (FC Barcelona/Paris Saint-Germain) |
| 2022  | Thibaut Courtois (Real Madryt)                        | Achraf Hakimi (Paris Saint-Germain) Virgil van Dijk (Liverpool) João Cancelo (Manchester City/Bayern Monachium)                              | Kevin De Bruyne (Manchester City) Casemiro (Real Madryt/Manchester United) Luka Modrić (Real Madryt)                   | Lionel Messi (Paris Saint-Germain) Karim Benzema (Real Madryt) Erling Haaland (Borussia Dortmund/Manchester City) Kylian Mbappé (Paris Saint-Germain)                   |
| 2023  | Thibaut Courtois (Real Madryt)                        | Rúben Dias (Manchester City) John Stones (Manchester City) Kyle Walker (Manchester City)                                                     | Jude Bellingham (Borussia Dortmund/Real Madryt) Kevin De Bruyne (Manchester City) Bernardo Silva (Manchester City)     | Vinícius Júnior (Real Madryt) Kylian Mbappé (Paris Saint-Germain) Erling Haaland (Manchester City) Lionel Messi (Paris Saint-Germain/Inter Miami)                       |
| 2024  | Ederson (Manchester City)                             | Virgil van Dijk (Liverpool) Antonio Rüdiger (Real Madryt) Dani Carvajal (Real Madryt)                                                        | Jude Bellingham (Real Madryt) Toni Kroos (Real Madryt) Rodri (Manchester City) Kevin De Bruyne (Manchester City)       | Vinícius Júnior (Real Madryt) Erling Haaland (Manchester City) Kylian Mbappé (Paris Saint-Germain/Real Madryt)                                                          |

### Według piłkarzy
| Zawodnik          | Ilość | Lata                                                                                                 | Klub(y)                                        |
| ----------------- | ----- | --- | ---------------------------------------------- |
| Lionel Messi      | 17    | 2007, 2008, 2009, 2010, 2011, 2012, 2013, 2014, 2015, 2016, 2017, 2018, 2019, 2020, 2021, 2022, 2023 | FC Barcelona, Paris Saint-Germain, Inter Miami |
| Cristiano Ronaldo | 15    | 2007, 2008, 2009, 2010, 2011, 2012, 2013, 2014, 2015, 2016, 2017, 2018, 2019, 2020, 2021             | Manchester United, Real Madryt, Juventus       |
| Sergio Ramos      | 11    | 2008, 2011, 2012, 2013, 2014, 2015, 2016, 2017, 2018, 2019, 2020                                     | Real Madryt                                    |
| Andrés Iniesta    | 9     | 2009, 2010, 2011, 2012, 2013, 2014, 2015, 2016, 2017                                                 | FC Barcelona                                   |
| Dani Alves        | 8     | 2009, 2011, 2012, 2013, 2015, 2016, 2017, 2018                                                       | FC Barcelona, Juventus, Paris Saint-Germain    |
| Xavi              | 6     | 2008, 2009, 2010, 2011, 2012, 2013                                                                   | FC Barcelona                                   |
| Marcelo           | 6     | 2012, 2015, 2016, 2017, 2018, 2019                                                                   | Real Madryt                                    |
| Luka Modrić       | 6     | 2015, 2016, 2017, 2018, 2019, 2022                                                                   | Real Madryt                                    |
| John Terry        | 5     | 2005, 2006, 2007, 2008, 2009                                                                         | Chelsea                                        |
| Iker Casillas     | 5     | 2008, 2009, 2010, 2011, 2012                                                                         | Real Madryt                                    |
| Kylian Mbappé     | 5     | 2018, 2019, 2022, 2023, 2024                                                                         | Paris Saint-Germain, Real Madryt               |
| Kevin De Bruyne   | 5     | 2020, 2021, 2022, 2023, 2024                                                                         | Manchester City                                |
| Gerard Piqué      | 4     | 2010, 2011, 2012, 2016                                                                               | FC Barcelona                                   |
| Manuel Neuer      | 4     | 2013, 2014, 2015, 2016                                                                               | Bayern Monachium                               |
| Toni Kroos        | 4     | 2014, 2016, 2017, 2024                                                                               | Bayern Monachium, Real Madryt                  |
| Virgil van Dijk   | 4     | 2019, 2020, 2022, 2024                                                                               | Liverpool                                      |
| Erling Haaland    | 4     | 2021, 2022, 2023, 2024                                                                               | Borussia Dortmund, Manchester City             |
| Ronaldinho        | 3     | 2005, 2006, 2007                                                                                     | FC Barcelona                                   |
| Kaká              | 3     | 2006, 2007, 2008                                                                                     | A.C. Milan                                     |
| Gianluigi Buffon  | 3     | 2006, 2007, 2017                                                                                     | Juventus                                       |
| Steven Gerrard    | 3     | 2007, 2008, 2009                                                                                     | Liverpool                                      |
| Carles Puyol      | 3     | 2007, 2008, 2010                                                                                     | FC Barcelona                                   |
| Thiago Silva      | 3     | 2013, 2014, 2015                                                                                     | Paris Saint-Germain                            |

### Według klubów
| Klub                | Ilość | Zawodnik |
| ------------------- | ----- | --- |
| Real Madryt         | 63    | Ramos (11), C. Ronaldo (10), Marcelo (6), Modrić (6), Casillas (5), Kroos (4), Zidane (2), Cannavaro (2), Alonso (2), Courtois (2), Bellingham (2), Vinícius Júnior (2), Di María (1), Varane (1), Hazard (1), Alaba (1), Benzema (1), Casemiro (1), Rüdiger (1), Carvajal (1), Mbappé (1) |
| FC Barcelona        | 55    | Messi (15), Iniesta (9), Xavi (6), Alves (6), Piqué (4), Puyol (3), Ronaldinho (3), Eto’o (2), Neymar (2), Thuram (1), Villa (1), Zambrotta (1), Suárez (1), de Jong (1) |
| Paris Saint-Germain | 18    | Mbappé (5), Silva (3), Messi (3), Alves (2), Ibrahimović (1), Luiz (1), Neymar (1), Donnarumma (1), Hakimi (1) |
| Bayern Monachium    | 16    | Neuer (4), Lahm (2), Lewandowski (2), Ribéry (1), Robben (1), Kroos (1), Alcântara (1), Davies (1), Kimmich (1), Alaba (1), Cancelo (1) |
| Juventus            | 16    | C. Ronaldo (4), Buffon (3), Alves (2), Bonucci (2), Cannavaro (1), Pogba (1), Thuram (1), Zambrotta (1), de Ligt (1) |
| Manchester City     | 16    | De Bruyne (5), Haaland (3), Dias (2), Cancelo (1), Stones (1), Walker (1), Bernardo Silva (1), Ederson (1), Rodri (1) |
| Chelsea             | 14    | Terry (5), Hazard (2), Kanté (2), Drogba (1), Lampard (1), Makélélé (1), Luiz (1), Jorginho (1) |
| Liverpool           | 13    | van Dijk (4), Gerrard (3), Torres (2), Alisson (2), Alexander-Arnold (1), Alcântara (1) |
| A.C. Milan          | 12    | Kaká (3), Nesta (2), Cafu (1), Dida (1), Maldini (1), Pirlo (1), Szewczenko (1), Bonucci (1), Donnarumma (1) |
| Manchester United   | 12    | C. Ronaldo (4), Vidić (2), Evra (1), Ferdinand (1), Rooney (1), Di María (1), De Gea (1), Casemiro (1) |
| Borussia Dortmund   | 3     | Haaland (2), Bellingham (1) |
| Inter Mediolan      | 3     | Lúcio (1), Maicon (1), Sneijder (1) |
| Ajax                | 2     | de Ligt (1), de Jong (1) |
| Arsenal             | 1     | Henry (1) |
| Atlético Madryt     | 1     | Falcao (1) |
| Inter Miami         | 1     | Messi (1) |
| Valencia            | 1     | Villa (1) |

- Zawodnicy zaznaczeni kursywą pojawili się w więcej niż jednym klubie

### Według krajów
| Kraj                     | Ilość | Zawodnik |
| ------------------------ | ----- | --- |
| Hiszpania                | 47    | Ramos (11), Iniesta (9), Xavi (6), Casillas (5), Piqué (4), Puyol (3), Alonso (2), Torres (2), Villa (1), De Gea (1), Alcântara (1), Carvajal (1), Rodri (1)                              |
| Brazylia                 | 36    | Alves (8), Marcelo (6), Kaká (3), Ronaldinho (3), Silva (3), Neymar (2), Alisson (2), Vinícius Júnior (2), Cafu (1), Luiz (1), Dida (1), Lúcio (1), Maicon (1), Casemiro (1), Ederson (1) |
| Portugalia               | 19    | C. Ronaldo (15), Dias (2), Cancelo (1), Silva (1) |
| Argentyna                | 18    | Messi (17), Di María (1) |
| Francja                  | 17    | Mbappé (5), Zidane (2), Kanté (2), Evra (1), Henry (1), Makélélé (1), Pogba (1), Ribéry (1), Thuram (1), Varane (1), Benzema (1)                                                          |
| Anglia                   | 16    | Terry (5), Gerrard (3), Bellingham (2), Ferdinand (1), Lampard (1), Rooney (1), Alexander-Arnold (1), Stones (1), Walker (1)                                                              |
| Włochy                   | 14    | Buffon (3), Nesta (2), Cannavaro (2), Bonucci (2), Maldini (1), Pirlo (1), Zambrotta (1), Jorginho (1), Donnarumma (1)                                                                    |
| Niemcy                   | 12    | Neuer (4), Kroos (4), Lahm (2), Kimmich (1), Rüdiger (1) |
| Belgia                   | 9     | De Bruyne (5), Hazard (2), Courtois (2) |
| Holandia                 | 8     | van Dijk (4), Robben (1), Sneijder (1), de Ligt (1), de Jong (1) |
| Chorwacja                | 6     | Modrić (6) |
| Norwegia                 | 4     | Haaland (4) |
| Kamerun                  | 2     | Eto’o (2) |
| Polska                   | 2     | Lewandowski (2) |
| Serbia                   | 2     | Vidić (2) |
| Austria                  | 1     | Alaba (1) |
| Kanada                   | 1     | Davies (1) |
| Kolumbia                 | 1     | Falcao (1) |
| Maroko                   | 1     | Hakimi (1) |
| Szwecja                  | 1     | Ibrahimović (1) |
| Ukraina                  | 1     | Szewczenko (1) |
| Urugwaj                  | 1     | Suárez (1) |
| Wybrzeże Kości Słoniowej | 1     | Drogba (1) |

## FIFA FIFPro Women’s World11
| Sezon | Bramkarz                                           | Obrońca | Pomocnik                                                                                                | Napastnik |
| ----- | -------------------------------------------------- | --- | --- | --- |
| 2015  | Hope Solo (OL Reign)                               | Wendie Renard (Olympique Lyon) Meghan Klingenberg (Houston Dash) Kadeisha Buchanan (West Virginia Mountaineers) Julie Johnston (Chicago Red Stars) | Carli Lloyd (Houston Dash) Amandine Henry (Olympique Lyon) Aya Miyama (Okayama Yunogo Belle)            | Célia Šašić (Eintracht Frankfurt) Eugenie Le Sommer (Olympique Lyon) Anja Mittag (Rosengård/Paris Saint-Germain)                            |
| 2016  | Hope Solo (OL Reign)                               | Ali Krieger (Orlando Pride) Wendie Renard (Olympique Lyon) Nilla Fischer (VfL Wolfsburg) Leonie Maier (Bayern Monachium)                           | Marta (Rosengård) Carli Lloyd (Houston Dash) Dzsenifer Marozsán (Eintracht Frankfurt/Olympique Lyon)    | Eugenie Le Sommer (Olympique Lyon) Ada Hegerberg (Olympique Lyon) Alex Morgan (Orlando Pride)                                               |
| 2017  | Hedvig Lindahl (Chelsea)                           | Lucy Bronze (Manchester City/Olympique Lyon) Wendie Renard (Olympique Lyon) Nilla Fischer (VfL Wolfsburg) Irene Paredes (Paris Saint-Germain)      | Marta (Orlando Pride) Camille Abily (Olympique Lyon) Dzsenifer Marozsán (Olympique Lyon)                | Pernille Harder (VfL Wolfsburg) Alex Morgan (Olympique Lyon/Orlando Pride) Lieke Martens (Rosengård/FC Barcelona)                           |
| 2019  | Sari van Veenendaal (Arsenal/Atlético Madryt)      | Wendie Renard (Olympique Lyon) Lucy Bronze (Olympique Lyon) Kelley O’Hara (Utah Royals) Nilla Fischer (VfL Wolfsburg/Linköpings)                   | Amandine Henry (Olympique Lyon) Rose Lavelle (Washington Spirit) Julie Ertz (Chicago Red Stars)         | Alex Morgan (Orlando Pride) Megan Rapinoe (OL Reign) Marta (Orlando Pride)                                                                  |
| 2020  | Christiane Endler (Paris Saint-Germain)            | Millie Bright (Chelsea) Lucy Bronze (Olympique Lyon/Manchester City) Wendie Renard (Olympique Lyon)                                                | Barbara Bonansea (Juventus) Verónica Boquete (Utah Royals/AC Milan) Delphine Cascarino (Olympique Lyon) | Pernille Harder (VfL Wolfsburg/Chelsea) Tobin Heath (Portland Thorns/Manchester United) Vivianne Miedema (Arsenal) Megan Rapinoe (OL Reign) |
| 2021  | Christiane Endler (Paris Saint-Germain)            | Lucy Bronze (Manchester City) Wendie Renard (Olympique Lyon) Millie Bright (Chelsea) Magdalena Eriksson (Chelsea)                                  | Barbara Bonansea (Juventus) Carli Lloyd (NJ/NY Gotham FC) Estefanía Banini (Levante/Atlético Madrid)    | Vivianne Miedema (Arsenal) Marta (Orlando Pride) Alex Morgan (Tottenham Hotspur/Orlando Pride/San Diego Wave FC)                            |
| 2022  | Christiane Endler (Olympique Lyon)                 | Lucy Bronze (Manchester City/FC Barcelona) Mapi León (FC Barcelona) Wendie Renard (Olympique Lyon) Leah Williamson (Arsenal)                       | Lena Oberdorf (VfL Wolfsburg) Alexia Putellas (FC Barcelona) Keira Walsh (Manchester City/FC Barcelona) | Sam Kerr (Chelsea) Alex Morgan (Orlando Pride/San Diego Wave FC) Beth Mead (Arsenal)                                                        |
| 2023  | Mary Earps (Manchester United)                     | Lucy Bronze (FC Barcelona) Olga Carmona (Real Madryt) Alex Greenwood (Manchester City)                                                             | Ella Toone (Manchester United) Keira Walsh (FC Barcelona) Aitana Bonmatí (FC Barcelona)                 | Lauren James (Chelsea) Sam Kerr (Chelsea) Alex Morgan (San Diego Wave FC) Alessia Russo (Manchester United/Arsenal)                         |
| 2024  | Mary Earps (Manchester United/Paris Saint-Germain) | Lucy Bronze (FC Barcelona/Chelsea) Olga Carmona (Real Madryt) Alex Greenwood (Manchester City)                                                     | Aitana Bonmatí (FC Barcelona) Alexia Putellas (FC Barcelona) Keira Walsh (FC Barcelona)                 | Barbra Banda (Shanghai Shengli/Orlando Pride) Linda Caicedo (Real Madryt) Lauren James (Chelsea) Marta (Orlando Pride)                      |

## FIFPro World Player of the Year (2005–2008)
Nagroda przyznawana w latach 2005–2008. W 2009 nagroda została połączona z Piłkarzem Roku FIFA, która została zastąpiona Złotą Piłką od 2010.
| Sezon | Zawodnik          | Klub(y)           |
| ----- | ----------------- | ----------------- |
| 2005  | Ronaldinho        | FC Barcelona      |
| 2006  | Ronaldinho        | FC Barcelona      |
| 2007  | Kaká              | A.C. Milan        |
| 2008  | Cristiano Ronaldo | Manchester United |

## FIFPro Young Player of the Year (2005–2008)
Nagroda przyznawana w latach 2005–2008.
| Sezon | Zawodnik     | Klub(y)           |
| ----- | ------------ | ----------------- |
| 2005  | Wayne Rooney | Manchester United |
| 2006  | Lionel Messi | FC Barcelona      |
| 2007  | Lionel Messi | FC Barcelona      |
| 2008  | Lionel Messi | FC Barcelona      |